# U 743
U 743 war ein deutsches Unterseeboot des Typs VII C, das von der Kriegsmarine während des Zweiten Weltkriegs im U-Boot-Krieg im Nordatlantik eingesetzt wurde.

## Technische Daten
Die F. Schichau Werft wurde erst nach der Besetzung Polens in die Kriegsrüstung eingebunden und baute von 1941 bis 1944 insgesamt 62 VII-C-Boote. U 741 war ein sogenanntes „Atlantikboot“ aus einer im Juni 1941 in Auftrag gegebenen Baureihe, die insgesamt sechs Boote umfasste: U 741 bis U 746. Ein VII-C-Boot hatte eine Länge von 66,5 m und verdrängte 760 t Wasser. Es machte mit seinem 3000 PS starken Dieselantrieb über Wasser bis zu 17 Knoten Fahrt und hatte eine maximale Reichweite von 9500 Seemeilen. 

### Schnorchelboot
U 743 war mit einem modernen Schnorchel ausgestattet, der eine längere Unterwasserfahrt ermöglichte. Da diese Modifikation einerseits eine Frischluftzufuhr ermöglichte und andererseits die giftigen Dieselabgase abführen konnte, hatten „Schnorchelboote“ längere Verweilzeiten unter Wasser, konnten die Dieselmaschine unter Wasser nutzen und waren vor dem Entdecktwerden besser geschützt.
Der U-Bootschnorchel war bei den Booten vom Typ VII als umklappbarer Mast mit innenliegenden Röhren für Zu- und Abluft ausgeführt, der zusätzlich am oberen Ende über einen Schwimmer verfügte. Der Schwimmer verhinderte beim Unterschneiden des Schnorchels unter die Wasseroberfläche, dass Wasser angesaugt wurde und so in das getauchte Boot gelangte. 
Bei laufenden Motoren bezogen diese ihre Verbrennungsluft allerdings kurzzeitig aus dem Bootsinneren, weswegen „Schnorcheln“ bei den Besatzungen unbeliebt war. Plötzlicher Druckabfall führte häufig zum Hervorquellen der Augen und Trommelfellrissen.

### "Hohentwiel U"-Testboot
Im Mai 1943 wurde offenbar, dass die U-Boote der Kriegsmarine, überholt und die Taktik der Kriegsmarine beim Einsatz der Boote im U-Boot-Krieg angesichts der Entwicklungen auf alliierter Seite, insbesondere bei der Radarforschung und in der Waffenentwicklung, wirkungslos geworden waren. Dennoch war Karl Dönitz entschlossen, den Kampf mit neuen Booten des veralteten Typ VII C fortzuführen. Bis zur erhofften Einsatzreife neuartiger Elektroboote, deren Entwicklung er durch Verzicht auf Forschung zu beschleunigen versuchte, setzte der neue Oberbefehlshaber der Kriegsmarine auf die Aufrüstung der Defensivkraft der vorhandenen Boote durch diverse Erweiterungen und Modifikationen, wie stärkere Bewaffnung, den Naxos Radarempfänger und experimentelle Beschichtungen der Außenhülle, die Radarortung unmöglich machen sollten. Einige dieser Neuentwicklungen waren bereits kurz nach Fertigstellung überholt, andere, wie zum Beispiel Anti-Radarbeschichtungen, funktionierten nicht und keine zeigte wesentliche Wirkung. Von einem Radargerät, wie es die Luftwaffe einsetzte, das das Auffinden feindlicher Schiffe erleichtern sollte, versprach man sich offensive Wirkung. Ein Prototyp des entsprechend modifizierten Hohentwiel-Geräts wurde zur Erprobung auf U 743 eingebaut und ab August 1943 in der Ostsee erprobt. Obwohl das Hohentwiel nicht so effizient zur Auffindung von Schiffsverbänden war, wie die bereits vorhandenen Horchgeräte der U-Boote, die Geleitzüge aus 100 km Entfernung aufspürten, wurde nach zufriedenstellenden Testergebnissen am 25. Oktober der serienmäßige Einbau des Hohentwiel U bei allen neuen U-Booten angeordnet.

## Kommandant
- 15. Mai 1943 – 10. September 1944

Helmut Kandzior wurde 1919 im Riesengebirge geboren und trat mit Crew 38 in die Kriegsmarine ein. Er schloss seine U-Bootausbildung im Juli 1941 ab und wurde im Anschluss an die Baubelehrung 2. WO (Zweiter Wachoffizier) auf U 333. Aufgrund der schweren Verwundungen des Kommandanten Cremer und des 1. WO OlzS Bernhardt infolge eines Zerstörerangriffs hatte Leutnant Kandzior im Herbst 1942 für drei Tage das Kommando von U 333 inne. Im Frühjahr 1943 absolvierte Helmut Kandzior den Kommandantenlehrgang bei der 24. U-Flottille und wurde im Anschluss daran im April zum Oberleutnant zur See befördert. Im Mai desselben Jahres übernahm er das neu in Dienst gestellte U 743 in Kiel. 
Oberleutnant zur See Kandzior gilt mitsamt den 50 Männern von U 743 als vermisst.

## Geschichte
U 743 wurde am 15. Mai 1943 der 8. U-Flottille unterstellt und fuhr bis Ende Juni 1944 als Ausbildungsboot in der Ostsee. Anschließend verlegte das Boot im Juni 1944 nach Bergen und wurde der 1. U-Flottille am 1. Juli 1944 unterstellt. Als Frontboot unternahm U 743 zwei Feindfahrten von Bergen aus. 

### Kampfhandlungen
U 743 befand sich auf der ersten Feindfahrt, als es von einem australischen Piloten der britischen 18. Group entdeckt wurde. Die Liberator attackierte das Boot mit acht Wasserbomben. Durch diesen Angriff wurden ein Mann getötet, zwei weitere verwundet und U 743 so nachhaltig beschädigt, dass ein längerer Aufenthalt im Stützpunkt Bergen notwendig wurde.

### Versenkung
Die Versenkung von U 743 wurde der britischen Fregatte HMS Helmsdale und der Korvette HMS Portchester zugeschrieben. Tatsächlich versenkten diese Schiffe an jenem 9. September aber U 484. U 743 ging zwischen dem 21. August und dem 10. September 1944 im südlichen Nordmeer verschollen. Als Ursache wird ein Tauchunfall oder eine Minenexplosion angenommen.
Taucher entdeckten vor kurzem durch Zufall das Wrack, das eindeutig als U 743 identifiziert werden konnte. Dies geschah beim Kartographieren und der Bestandsaufnahme der bei der Operation Deadlight versenkten U-Boote.
Die Schäden, die am Wrack festgestellt wurden, lassen darauf schließen, dass das Boot auf Periskoptiefe fahrend gerammt worden war.